# Simple Man
Simple Man – ballada rockowa zespołu Lynyrd Skynyrd, znajdująca się na albumie (Pronounced ’Lĕh-’nérd ’Skin-’nérd) z 1973 roku.

## Powstanie i treść
Po śmierci babci Ronniego Van Zanta i matki Gary’ego Rossingtona mężczyźni spotkali się w mieszkaniu Van Zanta i zaczęli opowiadać historie o nich. Muzycy powzięli pomysł napisania piosenki, a proces tworzenia utworu zajął około godziny. Rossington opracował progresję akordów, zaś Van Zant napisał tekst w oparciu o rady, których przez lata udzielały im kobiety. Utwór uosabiał w szczególności Van Zanta, który nawet po zyskaniu sławy przedkładał rodzinę i przyjaciół nad pieniądze. Jednakże w tekście podmiot liryczny wspomina, iż jest jedynym synem, podczas gdy w rzeczywistości Van Zant miał czworo rodzeństwa.

## Odbiór i wykorzystanie
Piosenka nie została wydana na singlu, dlatego aż do 2021 roku nie znalazła się na listach przebojów. Mimo to stała się jedną z najpopularniejszych piosenek Lynyrd Skynyrd, po „Sweet Home Alabama” i „Free Bird”; do 2013 roku sprzedała się w 1 333 000 kopii w formie digital download. W 2021 roku utwór zajął trzynaste miejsce na liście Hot Rock & Alternative Songs.
Piosenka została wykorzystana w filmach: U progu sławy (2000), Liga piwoszy (2006), Woodlawn (2015) oraz Królowe zbrodni (2019), a także w serialach: Rodzina Soprano (2006, odc. „Cold Stones”), Dowody zbrodni (2009, odc. „Jackals”), Nie z tego świata (2009, odc. „Free To Be You And Me”) i Californication (2012, odc. „Raw”).
Utwór był kilkukrotnie coverowany, między innymi przez Hanka Williamsa jra (1991), Confederate Railroad (1994), Shinedown (2004), Gov’t Mule (2004), Deftones (2005), Ektomorf (2012) i Sawyera Fredericksa (2015). Wersja Fredericksa była jedyną, która dotarła do listy Hot 100, zajmując na niej 71. miejsce; Fredericks wcześniej zaśpiewał „Simple Man” w programie The Voice.

## Wykonawcy
Źródło: WhoSampled
- Ronnie Van Zant – wokal
- Allen Collins, Gary Rossington – gitary
- Ed King – gitara basowa
- Billy Powell – instrumenty klawiszowe
- Al Kooper – organy
- Bob Burns – perkusja